# Land of the Lost (album av Wipers)
Land of the Lost är det amerikanska punkbandet Wipers fjärde studioalbum, ursprungligen utgivet på vinyl av Restless Records 1986. Det återutgavs 1991 på CD och vinyl av tyska Gift of Life. Bandets frontman Greg Sage har återutgivit albumet på CD-R genom sitt eget skivbolag Zeno Records.

## Låtlista[4]

### Sida A
| Nr | Titel                | Längd |
| -- | -------------------- | ----- |
| 1. | Just A Dream Away    | 3:13  |
| 2. | Way of Love          | 2:08  |
| 3. | Let Me Know          | 3:00  |
| 4. | Fair Weather Friends | 3:13  |
| 5. | Land of the Lost     | 4:44  |

### Sida B
| Nr | Titel                | Längd |
| -- | -------------------- | ----- |
| 1. | Nothing Left to Lose | 4:47  |
| 2. | The Search           | 4:12  |
| 3. | Different Ways       | 4:30  |
| 4. | Just Say             | 3:36  |